# لوري جيلز
لوري جيلز (29 نوفمبر 1988 في بلجيكا - ) هي لاعبة كرة طائرة بلجيكا في مركز مهاجم ‏. لعبت مع VC Oudegem ‏.

## وصلات خارجية
- لوري جيلز على موقع عالم الكرة الطائرة (الإنجليزية)